# Organizarea evenimentelor
Organizarea de evenimente constă în procesul de organizare a unui festival, congres, conferință, ceremonie, competiție, expoziție sau petrecere. Organizarea evenimentelor presupune bugetarea, stabilirea datelor, selectarea și rezervarea unei locații pentru eveniment, obținerea autorizațiilor necesare, coordonarea transportului și a parcării. În funcție de natura evenimentului organizarea poate să includă: elaborarea unei teme sau concept a/al evenimentului, stabilirea decorului și a elementelor de entertainment, coordonarea completă cu locația aleasă și serviciile oferite de către această (electricitate și alte utilități), aranjamentele de decor, mese, scaune, echipe de suport și securitate, catering, elemente de signalistică, parcare, curățenie.

## Etape pentru organizarea unui eveniment
Primul pas în organizarea unui eveniment îl reprezintă determinarea scopului acestuia care poate fi: un eveniment de firma, un festival, congres, conferință, lansare de produs, inaugurare, eveniment privat, o nuntă, o aniversare, sau orice alt eveniment care presupune o organizare riguroasă. Organizatorul de evenimente trebuie să definească apoi locația, activitățile de entertainment, lista invitaților, vorbitorii și conținutul detaliat al evenimentului. Locațiile pentru evenimente sunt nenumărate și diverse și de regulă acestea sunt reprezentate de hoteluri, centre de conferințe, săli de recepție sau spații exterioare în funcție de eveniment. Urmează apoi pregătirea în cele mai mici detalii a evenimentului și stabilirea elementelor legate de decorațiuni, mâncare, băuturi, muzică, lista invitaților, buget, publicitate și marketing, tot ceea ce va contribui la o desfășurare perfectă a evenimentului. Un organizator de evenimente trebuie să fie capabil de a-și gestiona în mod inteligent timpul alocat pentru organizare și să creeze evenimente memorabile.

## Tipul evenimentului
Definirea tipului de eveniment
- Eveniment privat
  - Nuntă
  - Botez
  - Cununie Civilă
  - Onomastică
  - Zii de naștere
  - Revelion
  - Craciun
  - Paste
- Eveniment corporate
  - Conferință
  - Workshop
  - Lansare de produs

## Firme de organizare de evenimente
Firmele care activează în acest domeniu sunt, de cele mai multe ori, specializate pe tipuri de evenimente: evenimente private, evenimente corporate, evenimente publice de tipul concertelor, festivalurilor, etc.